# Ryszard Zając
Ryszard Zając (* 6. Januar 1951 in Jelenia Góra) ist ein polnischer Künstler, der sowohl als Bildhauer als auch als Musiker tätig ist.

## Leben

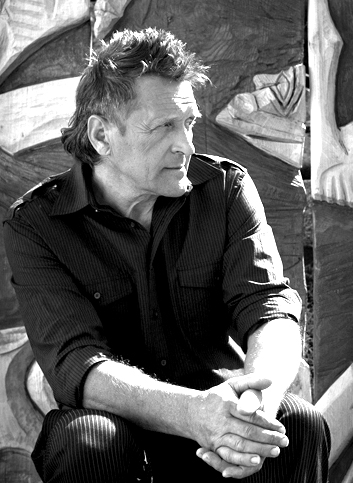
Ryszard Zając – April 2009 – Jelenia Góra

Von 1965 bis 1968 besuchte Zając das Kunstgymnasium in Jelenia Góra. Dieses musste er 1968 wegen der Teilnahme an einer Demonstration gegen die Invasion der Warschauer-Pakt-Staaten in die Tschechoslowakei verlassen. Anschließend studierte er von 1970 bis 1973 an der Musikschule in Jelenia Góra, von der er wegen eigenwilliger Kompositionen und Texte verwiesen wurde. Ab 1972 begann er, seinen eigenen künstlerischen Weg zu gehen und entwickelte individuelle Formen in der Bildhauerei und Musik. Unter anderem entstanden in den 1970er- bis 1980er-Jahren drei Rockgruppen, in denen er für Text und Musik verantwortlich war: Four Dimension, Gruppe Yeti und Stern Wega. Sie spielten wöchentlich in Clubs Jelenia Góras und Umgebung. Zając besuchte englische und deutsche Sprachkurse, wodurch ihm Gedichte von Rainer Maria Rilke wichtig wurden. Als Protest gegen Krieg und militärische Macht beschäftigte er sich mehrere Jahre mit dem Dadaismus und gründete die Künstlergruppe Synthese. Es entstanden einige monumentale Holzplastiken (unter anderem in Krakau und Breslau). Von 1980 bis 1984 renovierte er die norwegische Stabkirche Wang in Karpacz. In der Folgezeit veränderte er das Profil seiner künstlerischen Arbeit und begann, zu Bibeltexten Musik zu komponieren. Er trat zur evangelischen Kirche über und gründete die sakrale Musikgruppe Wang. Zając komponierte eine Vielzahl von Werken, die an eine moderne Art von Gospel erinnern, viele Stücke enthalten Psalmen, Hymnen und Verse aus der Bibel. Die Gruppe veröffentlichte zwei Audiokassetten und eine CD (Zespół WANG, "Prowadź nas, Panie"). Seit 1984 tritt die Gruppe zu unterschiedlichen Anlässen in Kirchen Europas auf, oft in Zusammenhang mit den Kunstausstellungen von Ryszard Zając. Als international bedeutender Künstler sind seine Werke in Kirchen, privaten Sammlungen und Ausstellungen vertreten.

## Werk (Auswahl)
- Altar, Kirche Wang
- Skulptur Lazarus, Kirche Wang
- Joseph und Maria mit dem Jesuskind, Lutherkirche (Kiel)
- Kreuz der Winterkirche, Rothenburg
- Kreuzwegstation, Görlitz
- Ökomene,Gottes Hand, Klinikum (Görlitz)
- Himmelfahrt, Katholische Kirche (Reichenbach)
- Gevelsberger Geschichte, Katholische Kirche (Gevelsberg)
- Altar, Kanzel, Taufbecken, Relief Jesus mit Maria Magdalena, Bochum
- Altar Auferstehung, Evangelische Kirche Braunschweig
- Altar Relief Dolorosa, Evangelisch-Lutherische Kirche in Ungarn
- Pilgerweg, Manderveen (Manderveen, Holland)
- Krippenfiguren, Stockholm, Jönköping (Schweden)
- Altarrelief Der verlorene Sohn, Kløfta (Norwegen)
- Trolls Vang, (Norwegen)
- Lebensbaum, Oslo
- Wikinger Mythology, Urnes Solvorn (Norwegen)
- Mose auf dem Sinai, Lutherkirche (Kiel)
- Verkündigung, St. Dionysius (Evangelische Kirche (Elsen))
- Altar, Taufbecken, Kreuz, Kanzel, St. Dionysius (Evangelische Kirche (Paderborn))
- Altar, Kanzel, Taufbecken, Reliefs, Evangelische Kirche (Tomaszow Maz.Polen)
- Kreuzweg Stationen und Relief – Mose mit 10 Geboten, Ev. Kirche Köln
- Altar, Taufbecken, Kreuz, 2 Reliefs – "Brot" und "Wein", Wendische Kirche (Senftenberg)
- Johannes der Täufer,  Gottes Hand, Gymnasium (Hoyerswerda)